# روث ماكسون آدامز
روث ماكسون آدامز (بالإنجليزية: Ruth Maxon Adams)‏ ‏(1883 - 1970) هو معماري أمريكي.
تحتفظ بأعمال آدامز في مجموعة أرشيف كلية فاسار، وهذه السجلات التي تحفظ أعمالها تملكها أرشيف جمعية يلبنغ هيل.